# Natallja Duchnova
Natallja Stanislavaŭna Duchnova, accreditata come Natalya Dukhnova dalla IAAF (in bielorusso Наталля Станіславаўна Духнова?; 16 luglio 1966), è un'ex mezzofondista bielorussa.

## Palmarès

### Mondiali indoor
- 1 medaglia:
  - 1 argento (Parigi 1997 negli 800 m piani)

### Europei
- 1 medaglia:
  - 1 argento (Helsinki 1994 negli 800 m piani)

### Europei indoor
- 1 medaglia:
  - 1 oro (Parigi 1994 negli 800 m piani)